# Sabanejewia
Sabanejewia — род пресноводных рыб отряда карпообразных (Cypriniformes). Этимология: название рода Sabanejewia происходит от фамилии зоолога П. Сабанеева, эксперта по планктону. Тело удлиненное, сжатое с боков или веретенообразное, длиной от 6,5 (Sabanejewia kubanica) до 14 (Sabanejewia aurata) см. Пресноводные и солоноватоводные придонные рыбы, встречаются от северных до умеренных вод. Обитают в Европе и Азии. Безвредны для человека, некоторые виды считаются близкими к уязвимому положению, объектом промысла не являются.

## Виды
В состав рода включают 10 видов:
- Sabanejewia aurata (De Filippi, 1863)
- Sabanejewia balcanica (S. L. Karaman, 1922)
- Sabanejewia baltica Witkowski, 1994
- Sabanejewia bulgarica (Drensky, 1928)
- Sabanejewia caspia (Eichwald, 1838)
- Sabanejewia caucasica (L. S. Berg, 1906)
- Sabanejewia kubanica Vasil’eva & Vasil’ev, 1988
- Sabanejewia larvata (De Filippi, 1859)
- Sabanejewia romanica (Băcescu, 1943)
- Sabanejewia vallachica (Nalbant, 1957)